# エニー・ロメロ
- エンニー・ロメロ

エンニー・マニュエル・ロメロ・エルナンデス（Enny Manuel Romero Hernandez, 1991年1月24日 - ）は、ドミニカ共和国サントドミンゴ出身のプロ野球選手（投手）。左投右打。愛称は"カタンガ"。
NPBでの登録名は「エンニー・ロメロ」。

## 経歴

### プロ入りとレイズ時代
2008年6月2日にタンパベイ・レイズと契約してプロ入り。契約後、傘下のルーキー級ドミニカン・サマーリーグ・レイズでプロデビュー。10試合に登板して1勝0敗・防御率2.76・20奪三振の成績を残した。
2009年はルーキー級ガルフ・コーストリーグ・レイズでプレーし、11試合（先発4試合）に登板して2勝4敗・防御率4.81・33奪三振の成績を残した。
2010年はまずアパラチアンリーグのルーキー級プリンストン・レイズでプレーし、13試合に先発登板して4勝1敗・防御率1.95・72奪三振と好投。9月にA-級ハドソンバレー・レネゲーズへ昇格し、1試合に登板した。
2011年はA級ボーリンググリーン・ホットロッズでプレーし、26試合に先発登板して5勝5敗・防御率4.26・140奪三振の成績を残した。
2012年はA+級シャーロット・ストーンクラブズでプレーし、25試合（先発23試合）に登板して5勝7敗・防御率3.93・107奪三振の成績を残した。6月にはオールスター・フューチャーズゲームに選出。オフの11月20日にレイズとメジャー契約を結び、40人枠入りした。
2013年3月11日にAA級モンゴメリー・ビスケッツへ異動し、そのまま開幕を迎えた。AA級モンゴメリーでは27試合に先発登板して11勝7敗・防御率2.76・110奪三振の成績を残した。6月には2年連続でオールスター・フューチャーズゲームに選出された。9月にAAA級ダーラム・ブルズへ昇格。9月2日のノーフォーク・タイズ戦では8回を4安打無失点に抑え、ワイルドカード争いの最中であった9月21日にメジャーへ昇格。9月22日のボルチモア・オリオールズ戦でメジャーデビュー。4.2回を1安打無失点4四球に抑えたが、勝ち負けは付かなかった。この年は1試合の登板にとどまった。
2014年3月8日にAAA級ダーラムへ異動し、そのまま開幕を迎えた。6月には3年連続でオールスター・フューチャーズゲームに選出された。この年はメジャーへ昇格することなく、AAA級ダーラムで25試合に先発登板して5勝11敗、防御率4.50・117奪三振の成績を残した。
2015年は2年ぶりにメジャーのマウンドに登板。この年は23試合に登板したが、0勝2敗・防御率5.10という成績に終わった一方、30投球回で31個の三振を奪った。
2016年は、52試合にリリーフ登板したが、防御率は悪化して5.91まで上昇。自慢の三振奪取能力では奪三振率を9.9まで上昇させた一方、四球を出す率も悪化して与四球率5.5となった。9月10日のニューヨーク・ヤンキース戦では、8回裏無死二・三塁の場面でゲイリー・サンチェスに故意四球を与えようとしたが、誤ってストライクゾーンに近いところに投げてしまい、犠牲フライを許した。

### ナショナルズ時代

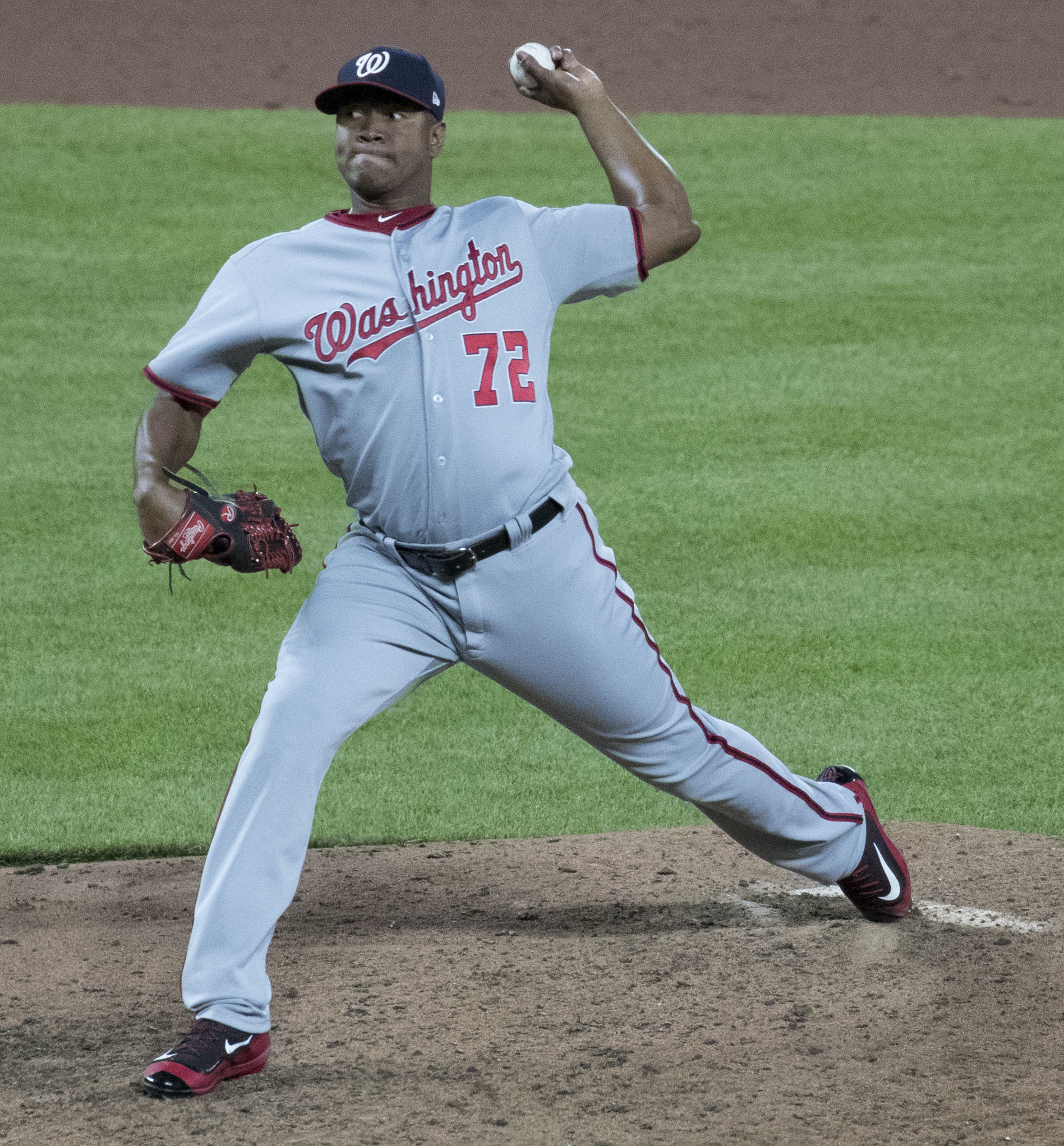
ワシントン・ナショナルズ時代
（2017年5月9日）

2017年2月7日にジェフリー・ロサとのトレードで、ワシントン・ナショナルズへ移籍した。開幕前の2月8日に第4回WBCのドミニカ共和国代表に選出された。迎えたシーズンでは53試合リリーフで投げ、2勝4敗・防御率3.56を記録、奪三振率は初の10.0超えの10.5を記録した。
2018年は、始めの2試合の登板で2回、自責点3、防御率13.50と振るわず、4月7日にDFAとなった。

### パイレーツ時代
2018年4月14日にウェイバー公示を経てピッツバーグ・パイレーツへ移籍した。
移籍後は2試合に登板したが、4回を投げて被安打7、与四球3という内容に終わり、パイレーツはDFAにしようとした。しかし、左肩の故障が発覚し、DFAではなく故障者リスト入りとなった。その後、6月12日にA+級で実戦復帰し、6月20日にはAAA級に昇格したが、メジャー復帰することはなく7月2日にDFAとなった。

### ロイヤルズ時代
2018年7月5日にウェイバー公示を経てカンザスシティ・ロイヤルズへ移籍した。7月21日にDFAとなり、24日にマイナー契約で傘下のAAA級オマハ・ストームチェイサーズへ配属されたが、同日中に自由契約となった。

### 中日時代
2018年12月3日に単年5,000万円プラス出来高払いで契約を締結したと発表した。森繁和シニアディレクターは「ガルシアに匹敵するくらいのボールは間違いなくあると思う。現場が一番必要とする左投手で候補は何人かいたが、（ロメロが）それなりのものはある」と評価していた。
2019年は開幕から先発ローテーションの一角として起用され、4月4日対広島東洋カープ戦で6回3安打無失点の好投を見せ、NPB初勝利を記録した。最終的には8勝10敗でシーズンを終えた。10月25日に残留に合意した。オフの11月に開催された第２回WBCプレミア12のドミニカ共和国代表に選出された。
2020年は先発ローテーションの軸として期待されたが、2月29日の広島とのオープン戦（ナゴヤドーム）で左肩の違和感を訴え、緊急降板。左肩棘下筋付着部の炎症と診断された。本人の希望でアメリカで再検査を行うことになり、3月10日に左肩関節クリーニング手術を受け、ドミニカ共和国でリハビリを開始した。そのまま復帰することなく、レギュラーシーズンを終え、11月8日にソイロ・アルモンテ、サンディ・ブリトー、モイセ・シエラ、ルイス・ゴンサレスと共に翌年の契約を結ばないことが球団より発表された。

### ドジャース傘下時代
2021年1月15日、ロサンゼルス・ドジャースとマイナー契約を結んだ。4月4日にFAとなった。

### メキシカンリーグ時代
2021年4月5日、メキシカンリーグのティフアナ・ブルズと契約した。

### ロッテ時代
2021年6月16日、千葉ロッテマリーンズと契約合意したことが発表された。背番号は「91」に決まった。単年契約で推定年俸3,000万円。
7月26日に来日し、待機期間を終えてチームに合流。二軍での調整登板を経て8月22日の対福岡ソフトバンクホークス戦で移籍後初登板初先発を果たした。9月5日の対北海道日本ハムファイターズ戦では7回7安打9奪三振1失点、127球の熱投で移籍後初勝利を挙げた。しかし、援護点に恵まれず、これが2021年シーズンの唯一の勝ち星となった。この年は6月にトレードで加入した中日時代の同僚である加藤匠馬とバッテリーを組む機会が多かった。
2022年は開幕からローテーションの一角として登板。開幕直後の4試合で防御率が0.34と抜群の成績を残す。バッテリーは佐藤都志也と組む機会が多かった。オフの12月2日に自由契約公示された。

### SSGランダース時代
2022年12月27日、韓国プロ野球のSSGランダースと契約した。しかし、2023年3月に日本でのキャンプの練習試合で左肩の違和感を訴え、韓国でリハビリを行った後治療の為アメリカ合衆国へ出国。結局3月の示範競技、4月からの正規シーズンともに1試合も登板せず2023年5月4日にウェーバー公示され、5月11日に自由契約選手となった。

### サンフランシスコ・ジャイアンツ時代
2024年、サンフランシスコ・ジャイアンツとマイナーリーグ契約を結んだ。

## 人物
サウスポーのパワーピッチャーであるが、私生活では右利きである。もともと野球を始めた頃は“両投げ・右打ち”としてプレーしていたが、10歳の頃に左手で投げた方が強い球を投げられることに気づき、それ以来、投球は左投げに固定した。したがって現在でも左投・右打ちである。ロメロが右利きであることは、母親もプロ入りしてもしばらくの間気づいておらず、たまたま自宅にいるときにロメロが右手で字を書いているのを見て驚いたという。

## 投球スタイル
オーバースローから、最速球速99.3 mph（約160 km/h）（2015年シーズン計測）・平均96 mph（約154 km/h）の速球（主にフォーシーム）を中心に、決め球である平均89 mph（約143 km/h）の高速スライダーと、平均84 mph（約135 km/h）の縦スライダーを使用する（2016年による）。2015年までは85 mph（約137 km/h）程度のチェンジアップも使用していた。

## 詳細情報

### 年度別投手成績
| 年 度    | 球 団    | 登 板 | 先 発 | 完 投 | 完 封 | 無 四 球 | 勝 利 | 敗 戦 | セ 丨 ブ | ホ 丨 ル ド | 勝 率 | 打 者 | 投 球 回 | 被 安 打 | 被 本 塁 打 | 与 四 球 | 敬 遠 | 与 死 球 | 奪 三 振 | 暴 投 | ボ 丨 ク | 失 点 | 自 責 点 | 防 御 率 | W H I P |
| -------- | -------- | ----- | ----- | ----- | ----- | -------- | ----- | ----- | -------- | ----------- | ----- | ----- | -------- | -------- | ----------- | -------- | ----- | -------- | -------- | ----- | -------- | ----- | -------- | -------- | ------- |
| 2013     | TB       | 1     | 1     | 0     | 0     | 0        | 0     | 0     | 0        | 0           | ----  | 18    | 4.2      | 1        | 0           | 4        | 0     | 0        | 0        | 0     | 0        | 0     | 0        | 0.00     | 1.07    |
| 2015     | TB       | 23    | 0     | 0     | 0     | 0        | 0     | 2     | 0        | 3           | .000  | 140   | 30.0     | 39       | 1           | 13       | 0     | 0        | 31       | 2     | 0        | 18    | 17       | 5.10     | 1.73    |
| 2016     | TB       | 52    | 0     | 0     | 0     | 0        | 2     | 0     | 1        | 6           | 1.000 | 204   | 45.2     | 42       | 7           | 28       | 1     | 0        | 50       | 1     | 0        | 31    | 30       | 5.91     | 1.53    |
| 2017     | WSH      | 53    | 0     | 0     | 0     | 0        | 2     | 4     | 2        | 10          | .333  | 245   | 55.2     | 55       | 7           | 23       | 2     | 3        | 65       | 2     | 2        | 26    | 22       | 3.56     | 1.40    |
| 2018     | WSH      | 2     | 0     | 0     | 0     | 0        | 0     | 0     | 0        | 0           | ----  | 13    | 2.0      | 5        | 1           | 1        | 0     | 1        | 2        | 0     | 0        | 3     | 3        | 13.50    | 3.00    |
| 2018     | PIT      | 2     | 0     | 0     | 0     | 0        | 0     | 0     | 0        | 0           | ----  | 24    | 4.0      | 7        | 0           | 3        | 2     | 0        | 5        | 2     | 0        | 5     | 2        | 4.50     | 2.50    |
| 2018     | KC       | 4     | 0     | 0     | 0     | 0        | 0     | 0     | 0        | 0           | ----  | 24    | 4.0      | 11       | 3           | 2        | 1     | 0        | 3        | 0     | 0        | 9     | 9        | 20.25    | 3.25    |
| '18計    | KC       | 8     | 0     | 0     | 0     | 0        | 0     | 0     | 0        | 0           | ----  | 61    | 10.0     | 23       | 4           | 6        | 3     | 1        | 10       | 2     | 0        | 17    | 14       | 12.60    | 2.90    |
| 2019     | 中日     | 21    | 21    | 0     | 0     | 0        | 8     | 10    | 0        | 0           | .444  | 503   | 116.1    | 106      | 19          | 55       | 1     | 4        | 105      | 2     | 0        | 57    | 55       | 4.26     | 1.38    |
| 2021     | ロッテ   | 4     | 4     | 0     | 0     | 0        | 1     | 0     | 0        | 0           | 1.000 | 95    | 23.1     | 19       | 2           | 9        | 0     | 0        | 20       | 1     | 0        | 4     | 4        | 1.54     | 1.20    |
| 2022     | ロッテ   | 20    | 20    | 0     | 0     | 0        | 8     | 9     | 0        | 0           | .471  | 481   | 115.1    | 107      | 7           | 38       | 0     | 2        | 77       | 0     | 2        | 52    | 43       | 3.36     | 1.26    |
| MLB：5年 | MLB：5年 | 137   | 1     | 0     | 0     | 0        | 4     | 6     | 3        | 19          | .400  | 668   | 146.0    | 160      | 19          | 74       | 6     | 4        | 156      | 7     | 2        | 92    | 83       | 5.12     | 1.60    |
| NPB：3年 | NPB：3年 | 45    | 45    | 0     | 0     | 0        | 17    | 19    | 0        | 0           | .472  | 1079  | 255.0    | 232      | 28          | 102      | 1     | 6        | 232      | 3     | 2        | 113   | 102      | 3.60     | 1.35    |

- 2022年度シーズン終了時
- 各年度の太字はリーグ最高

### 年度別守備成績
| 年 度 | 球 団  | 投手（P） | 投手（P） | 投手（P） | 投手（P） | 投手（P） | 投手（P） |
| 年 度 | 球 団  | 試 合     | 刺 殺     | 補 殺     | 失 策     | 併 殺     | 守 備 率  |
| ----- | ------ | --------- | --------- | --------- | --------- | --------- | --------- |
| 2013  | TB     | 1         | 0         | 1         | 0         | 1         | 1.000     |
| 2015  | TB     | 23        | 1         | 2         | 1         | 0         | .750      |
| 2016  | TB     | 52        | 3         | 5         | 0         | 0         | 1.000     |
| 2017  | WSH    | 53        | 0         | 2         | 0         | 0         | 1.000     |
| 2018  | WSH    | 2         | 0         | 0         | 0         | 0         | ----      |
| 2018  | PIT    | 2         | 0         | 0         | 0         | 0         | ----      |
| 2018  | KC     | 4         | 1         | 0         | 0         | 0         | 1.000     |
| '18計 | KC     | 8         | 1         | 0         | 0         | 0         | 1.000     |
| 2019  | 中日   | 21        | 0         | 12        | 0         | 0         | 1.000     |
| 2021  | ロッテ | 4         | 0         | 4         | 1         | 0         | .800      |
| 2022  | ロッテ | 20        | 2         | 18        | 1         | 0         | .952      |
| MLB   | MLB    | 137       | 5         | 10        | 1         | 1         | .938      |
| NPB   | NPB    | 45        | 2         | 34        | 2         | 0         | .947      |

- 2022年度シーズン終了時

### 記録

#### NPB
初記録
投手記録
- 初登板・初先発登板・初勝利・初先発勝利：2019年4月4日、対広島東洋カープ3回戦（ナゴヤドーム）、6回無失点
- 初奪三振：同上、1回表に田中広輔から空振り三振

打撃記録
- 初打席：2019年4月4日、対広島東洋カープ3回戦（ナゴヤドーム）、3回裏に岡田明丈から空振り三振
- 初安打：2019年8月16日、対東京ヤクルトスワローズ18回戦（明治神宮野球場）、4回表に小川泰弘から投前内野安打

### 記録
MLB
- オールスター・フューチャーズゲーム選出：3回（2012年 - 2014年）

### 背番号
- 45（2013年、2015年 - 2016年）
- 72（2017年 - 2018年）
- 70（2019年 - 2020年）
- 91（2021年8月10日 - 2022年）
- 63（2023年）

### 登場曲
- 「Los Pomposo」Yomel El Meloso ＆ Bulova（2019年）
- 「La Romana」Bad Bunny（2019年）※打席時
- 「Scarface」EL Alfa “EL Jefe” x farruko（2021年）
- 「PAKATA」Darell & El Alfa（2022年 - ）

### 代表歴
- 2017 ワールド・ベースボール・クラシック・ドミニカ共和国代表
- 2019 WBSCプレミア12 ドミニカ共和国代表